# Famille Huot de Goncourt
La famille Huot de Goncourt est une famille éteinte d'ancienne bourgeoisie française, originaire de Haute-Marne. Elle a été illustrée par les frères Goncourt, écrivains au XIXe siècle, dont Edmond Huot de Goncourt, dernier représentant de sa famille, qui fut à l'origine du prix Goncourt, créé en 1902 après sa mort en 1896.

## Histoire
La famille Huot serait originaire de Hâcourt, en Haute-Marne (Champagne), puis s'est établie à Bourmont (Haute-Marne), où ses représentants ont exercé à partir du XVIIIe siècle des fonctions de notaire puis d'avocat.
Le premier auteur connu de cette famille est Claude Huot, marchand. Son petit-fils Antoine Huot (1731-1809), avocat, garde-marteau des eaux et forêts à Bourmont, acquiert la seigneurie de Goncourt et Noncourt le 4 septembre 1786, par échange avec Henri de Mouginot, capitaine au régiment de Limousin. Le fils d'Antoine, Jean Antoine Huot de Goncourt (1753-1832), avocat à Bourmont, fut député du Tiers état aux États généraux de 1789 pour le bailliage de Bar-le-Duc.
La Famille Huot de Goncourt s'est éteinte en 1896 avec le dernier des deux frères Goncourt.

## Personnalités
- Jean Antoine Huot de Goncourt (1753-1832), avocat, député du Tiers état du bailliage de Bar-le-Duc aux États généraux de 1789
- Victor Huot de Goncourt (1783-1857), capitaine d'artillerie, député des Vosges (1848-1851)
- Edmond Huot de Goncourt (1822-1896), journaliste et écrivain, initiateur du prix Goncourt
- Jules Huot de Goncourt (1830-1870), écrivain

## Filiation
- Claude Huot (1670-1748), marchand x vers 1700 Marie Parisot (1667-1729)
  - Jean Huot (1701-1764), notaire x 1727 Marguerite Cousin (1708-1780)
    - Antoine Huot (1731-1809), avocat x 1752 Catherine Huvet (1734-1806)
      - Jean Antoine Huot de Goncourt (1753-1832), avocat x 1780 Marguerite-Rose Diez (1758-1829)
        - Victor Huot de Goncourt (1783-1857), officier, député des Vosges x 1814 Anne-Virginie Henrys (1795-1830)
        - Marc-Pierre Huot de Goncourt (1787-1834), chef d'escadron x 1821 Annette-Cécile Guérin (1798-1848)
          - 
            - Edmond Huot de Goncourt (1822-1896), journaliste et écrivain, sans postérité
            - Jules Huot de Goncourt (1830-1870), écrivain, sans postérité.

## Armes
Les armes de la famille se blasonnent ainsi : D’azur, au croissant d’argent, avec deux étoiles de même en pointe, le tout surmonté d’une grappe de raisin au naturel[réf. nécessaire]